# Joseba Llorente
Joseba Llorente Etxarri (Hondarribia, 24 de novembro de 1979) é um ex-futebolista espanhol de origem basca, que atuava como centroavante.
Llorente participou de dez temporadas da La Liga, marcando 50 gols em 179 partidas disputadas, por meio dos clubes Real Sociedad, Valladolid, Villarreal e Osasuna. Também participou de 142 jogos na Segunda División, balançando as redes em 55 oportunidades, a maioria delas com a camisa do Eibar.